# Orient (Dakota du Sud)
Pour les articles homonymes, voir Orient.
Orient est une municipalité américaine située dans le comté de Faulk, dans l'État du Dakota du Sud.
La localité est fondée en 1887 lors de l'arrivée du Milwaukee Railroad. Elle devait d'abord s'appeler Campbell, en l'honneur de l'ancien propriétaire des terres, mais c'est le nom d'Orient qui a été retenu après le refus de celui-ci.

## Démographie
| 1930 | 1940 | 1950 | 1960 | 1970 | 1980 |
| ---- | ---- | ---- | ---- | ---- | ---- |
| 302  | 250  | 206  | 133  | 131  | 87   |

| 1990 | 2000 | 2010 | - | - | - |
| ---- | ---- | ---- | - | - | - |
| 59   | 57   | 63   | - | - | - |

Selon le recensement de 2010, elle compte 63 habitants. La municipalité s'étend sur 0,3 milles carrés (0,78 km2).